# Gerhard Rudolph (Mediziner)
Gerhard Rudolph (* 7. Oktober 1916 in Straßburg; † 22. Mai 2001 in Kiel) war ein deutscher Medizin- und Pharmaziehistoriker und Hochschullehrer.

## Wirken
Gerhard Rudolph ging in Düsseldorf, Wipperfürth und Köln zur Schule, wo er 1935 das Reifezeugnis erhielt. Im gleichen Jahr begann er mit dem Studium der Medizin an der Universität Köln. Dort legte er 1940 das medizinische Staatsexamen ab. Anschließend arbeitete er als wissenschaftlicher Mitarbeiter am Physiologischen Institut der Universität Köln und promovierte dort 1941 bei Hans Lullies, bei dem er mehrere Jahre als Assistent arbeitete. Er folgte ihm an die Universität Straßburg, dann nach Saarbrücken. Im Jahre 1954 habilitierte er sich an der Universität des Saarlandes und lehrte dort, 1960 wurde er außerplanmäßiger Professor, 1964 Wissenschaftlicher Rat. Im Jahre 1965 wurde er Professor an der Universität Poitiers. Von 1969 bis 1982 hatte er an der Christian-Albrechts-Universität zu Kiel eine Professur für die Geschichte der Medizin inne. Bis 1983 lehrte er auch an der 1964 neugegründeten Medizinischen Akademie Lübeck. Sein Nachfolger auf diesem Lehrstuhl wurde Jörn Henning Wolf.
Rudolph beschäftigte sich in seinen Veröffentlichungen besonders mit der Geschichte der Nerven- und Muskelphysiologie und dem Werk Albrecht von Hallers. Er war Mitglied mehrerer wissenschaftlicher Gesellschaften.

## Veröffentlichungen (Auswahl)
- Über das Verhalten natürlicher afferenter Impulse im Froschischiadicus nach Durchlaufe einer narkotisierten Nervenstrecke. Nolte, Düsseldorf 1941 (Dissertation Universität Köln).
- Zur Physiologie der Impulsentstehung und Impulsfortleitung im peripheren Nerven. Untersuchungen an einzelnen aktiven Fasern im intakten Nervenstamm (= Annales Universitatis Saraviensis. Bd. 4,1). Saarbrücken 1956 (Habilitationsschrift Universität des Saarlandes).
- Hallers Lehre von der Irritabilität und Sensibilität. In: Karl Eduard Rothschuh (Hrsg.): Von Boerhaave bis Berger. Die Entwicklung der kontinentalen Physiologie im 18. und 19. Jahrhundert mit besonderer Berücksichtigung der Neurophysiologie (= Medizin in Geschichte und Kultur. Bd. 5). G. Fischer, Stuttgart 1964, S. 14–34.
- Die Physiologie auf den Versammlungen der Deutschen Naturforscher und Ärzte von der Gründung bis zum Jahre 1890 unter besonderer Berücksichtigung des ersten Jahrzehnts und der Spannung zwischen Vitalismus und Mechanismus. In: Hans Querner (Hrsg.): Wege der Naturforschung 1822–1972 im Spiegel der Versammlungen Deutscher Naturforscher und Ärzte. Springer, Heidelberg 1972, ISBN 3-540-05887-7, S. 147–170.
- Leitgedanken der Diagnostik und Semiotik in der französischen Medizin des 18. und in der ersten Hälfte des 19. Jahrhunderts. In: Christa Habrich u. a. (Hrsg.): Medizinische Diagnostik in Geschichte und Gegenwart. Festschrift für Heinz Goerke zum 60. Geburtstag (= Neue Münchner Beiträge zur Geschichte der Medizin und Naturwissenschaften: Medizinhistorische Reihe. Band 7/8), ISBN 3-87239-046-5, S. 269–282.
- Zwei Beiträge zur Geschichte der Balneologie. Die kulturgeschichtlichen und medizinischen Wurzeln des Bäderwesens ; 100 Jahre wissenschaftliche Balneologie (= Schriftenreihe des Deutschen Bäderverbandes. Bd. 45). Meister, Kassel 1982, ISBN 3-922047-02-9.
- René Théophile Hyacinthe Laennec (1781-1826). In: Dietrich von Engelhardt (Hrsg.): Klassiker der Medizin. Bd. 2. Beck, München 1991, S. 65–80, ISBN 3-406-35537-4.

Festschrift
- Fridolf Kudlien (Hrsg.): Emporium Chiloniensis. Festschrift für Gerhard Rudolph. Institut für Geschichte der Medizin und Pharmazie, Kiel 1982.